# ادواردو استنگو
ادواردو استنگو (انگلیسی: Eduardo Astengo؛ ۱۵ اوت ۱۹۰۵ – ۳ دسامبر ۱۹۶۹) یک بازیکن فوتبال بود.
وی همچنین در تیم ملی فوتبال پرو بازی کرده است.